# Koalabröderna
Koalabröderna (engelska: The Koala Brothers) är en australisk-brittisk animerad TV-serie för barn som handlar om de två koalabröderna Frank och Buster, som hjälper sina grannar i en liten stad i Australiens ödemarker. I serien förekommer egentligen inga skurkar av någon sort, utan fokus ligger på att hjälpa andra och att vara en god vän. Förutom tv-serien och filmerna finns det även böcker översatt till svenska och annan merchandise. Serien är skapad av Famous Flying Films, Spellbound Entertainment, Kick Productions och BBC Television.
I Sverige görs berättarrösten av Claes Ljungmark.

## Format
Kärnan i varje avsnitt består av att bröderna hjälper en av vännerna med ett problem, som avundsjuka, rädsla, eller oförmågan att dela med sig. I Sverige är avsnitten ungefär 10 minuter långa och varje avsnitt inleds med signaturmelodin. Enda undantaget är julavsnittet "Jul hos Koalabröderna", som är 46 minuter långt. I Sverige har serien visats på TV4

## Karaktärer
- Koalan Frank är flygplanets manliga pilot. Frank är en bra tennisspelare och har också visat ett intresse för keramik, men hade egentligen ingen konstnärlig förmåga.
- Koalan Buster sitter bakom Frank i planet och använder sin kikare för att hitta vänner i nöd från luften. Buster är alltid positiv, och peppar och kramar sina vänner. Han har en liten tofs hår på toppen av huvudet, annars är Frank och Buster likadana. Buster älskar att baka.
- Pungråttan Mitzi bor i ett rum på Koalabrödernas gård, men det nås bara ifrån utsidan av huset. Mitzi har en nervös och hetsig personlighet, och kan vara kontrollerande och bossig. Hon kör ofta med vombaten Ned och verkar fylla rollen som hans storasyster. Hon behöver ofta Koalabrödernas hjälp med att övervinna sin egen dominanta, perfektionistiska, kontrollerande personlighet.
- Vombaten Ned är den yngste i samhället och bor i en husvagn bredvid Koalabrödernas gård. Han är ofta osäker på sig själv, men drömmer om äventyr som utforskare eller sjökapten. Han är väldigt bestämd och blir lätt fixerad vid en idé.
- Sköldpaddan George är den lokale brevbäraren. Man får aldrig se Georges hus, utan ses alltid leverera posten med hans trogna läderväska. George är mycket stolt över att vara brevbärare och berättar de bästa berättelserna i hela ödemarken. Han samlar även på frimärken.
- Myrpiggsvinet Sammy bor i stan och äger den lokala lanthandeln, som säljer bränsle och matvaror. Sammys enda anställda är Josie. Han har minst problem, efter Koalabröderna.
- Kängurun Josie jobbar i lanthandeln och är god vän med Mitzi.
- Näbbdjuret Alice jobbar på stans café, där hon verkar vara den enda anställde. Alice är väldigt glömsk, och har väldigt dåligt närminne. Hon kör en grön scooter, som ofta har motorproblem. Hon älskar att baka och är bra på att följa recept, och dessutom är hon duktig på att läsa kartor.
- Krokodilen Archie är den som senast flyttat in i området, nära områdets vattenhål. Archie tränar, stretchar eller spelar tennis hela tiden och är känd för att vara bäst på de flesta sporter. Han är brittisk och har ett överklass-sätt.
- Pingvinen Penny är en utforskare som bor på Antarktis, men hon har besökt ödemarken några gånger och skriver regelbundet till Koalabröderna. Penny pratar inte, utan kommunicerar genom att kuttra som ett litet barn.
- Emun Lolly är den lokala glassförsäljaren och ses ofta köra runt i sin glassbil.

## Röster
- Berättaren - Claes Ljungmark
- Andra röster - Anders Öjebo, Sofia Caiman, Mia Kihl, Peter Kjellström.

## Filmer
I Sverige har det getts ut sammanlagt sju filmer med Koalabröderna:
- Koalabröderna 1 - Möt Frank och Buster
- Koalabröderna 2 - Det Mitzi vill ha
- Koalabröderna 3 - Archies lösa tand
- Koalabröderna 4 - Piloten Ned
- Koalabröderna 5 - George skyndar sig
- Koalabröderna 6 - Pennys stora match
- Jul hos Koalabröderna